# Međunarodni nadzornik za Brčko
Međunarodni nadzornik za Brčko (engleski: International Supervisor for Brčko) predstavnik je međunarodne zajednice u Brčko distriktu Bosne i Hercegovine.
Do danas su svi međunarodni nadzornici bili iz Sjedinjenih Američkih Država, dok su njihovi glavni zamjenici bili iz zemalja Europske unije. Međunarodni nadzornik za Brčko je ujedno i glavni zamjenika visokog predstavnika za Bosnu i Hercegovinu.

## Suspenzija
Nakon sastanka Vijeća za provedbu mira 23. svibnja 2012., odlučeno je suspendirati, ali ne ukinuti, mandat Međunarodnog nadzornika za Brčko. Arbitražni sud u Brčkom, zajedno s obustavljenim nadzorom za Brčkom, i dalje će postojati.

## Dosadašnji nadzornici
| #   | Ime               | Mandat              | Mandat              | Država                     |
| --- | ----------------- | ------------------- | ------------------- | -------------------------- |
| 1.  | Robert W. Farrand | 7. ožujka 1997.     | 2. lipnja 2000.     | Sjedinjene Američke Države |
| 2.  | Gary L. Matthews  | 2. lipnja 2000.     | 14. ožujka 2001.    | Sjedinjene Američke Države |
| 3.  | Henry Lee Clarke  | 20. travnja 2001.   | 1. listopada 2003.  | Sjedinjene Američke Države |
| 4.  | Susan R. Johnson  | 16. siječnja 2004.  | 1. listopada 2006.  | Sjedinjene Američke Države |
| 5.  | Raffi Gregorian   | 1. listopada 2006.  | 2. kolovoza 2010.   | Sjedinjene Američke Države |
| 6.  | Roderick W. Moore | 22. rujna 2010.     | 21. listopada 2013. | Sjedinjene Američke Države |
| 7.  | Tamir G. Waser    | 21. listopada 2013. | kolovoz 2014.       | Sjedinjene Američke Države |
| 8.  | David M. Robinson | 1. rujna 2014.      | lipanj 2015.        | Sjedinjene Američke Države |
| 9.  | Bruce G. Berton   | 2. rujna 2015.      | listopad 2017.      | Sjedinjene Američke Države |
| 10. | Dennis W. Hearne  | listopad 2017.      | studeni 2018.       | Sjedinjene Američke Države |
| 11. | Michael Scanlan   | veljača 2019.       | 30. lipnja 2022.    | Sjedinjene Američke Države |
| 12. | Jonathan Mennuti  | 30. lipnja 2022.    | trenutačno          | Sjedinjene Američke Države |